# Barview (Oregon, Tillamook megye)
Barview az Amerikai Egyesült Államok északnyugati részén, Oregon állam Tillamook megyéjében, a U.S. Route 101 mentén elhelyezkedő önkormányzat nélküli település.
A települést 1884-ben L. C. Smith nevezte el a zátonyra nyíló kilátás miatt.

## Életmentő állomás
A Victor Mindeleff által tervezett, 1908-ban épült életmentő állomás a második világháborúban magánkézbe került. Az elhanyagolt épületet és a szomszédos csónakházat 2011-ben felvették az állam veszélyeztetett építményeinek listájára.

## Fordítás
- Ez a szócikk részben vagy egészben  a   Barview, Tillamook County, Oregon című angol Wikipédia-szócikk ezen változatának fordításán alapul.  Az eredeti cikk szerkesztőit annak laptörténete sorolja fel. Ez a jelzés csupán a megfogalmazás eredetét és a szerzői jogokat jelzi, nem szolgál a cikkben szereplő információk forrásmegjelöléseként.